# Kasteel van Houtem

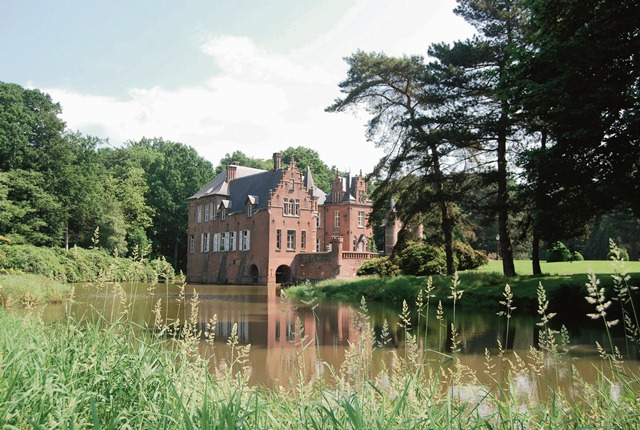
Kasteel van Houtem

Het Kasteel van Houtem is een kasteel in de tot de Vlaams-Brabantse gemeente Kapelle-op-den-Bos behorende plaats Ramsdonk, gelegen aan Kasteel 1-5.

## Geschiedenis
Houtem was het belangrijkste leengoed van Ramsdonk, dat in de 12e eeuw voor het eerst werd genoemd en afhankelijk was van de heren van Grimbergen.
Het goed werd voor het eerst afgebeeld door Robert Whitehand in 1697. De betreffende ets toont een complex van vier vleugels rond een binnenplein en gelegen op een eiland. Naast deze opperhof was er ook een neerhof. Op de Ferrariskaarten (1771-1775) was ook al de Lepelvijver te zien: een langgerekt kanaal dat eindigde in een bassin.
In 1878 werd het domein verkocht aan Leopold de Meester. Het kasteel, lange tijd onbewoond en verwaarloosd, liet hij omstreeks 1880 restaureren naar ontwerp van Albert Charle, die al bekend was wegens historiserende ontwerpen. De centrale vleugel behield zijn historische kern maar vooral de gevels werden aangepast. De oost- en westvleugel werden gesloopt en in verkorte vorm herbouwd. In 1932 werd een romantiserend poortgebouw toegevoegd.
Ook de tuinaanleg werd aangepast. Het beboste domein van ongeveer 14 ha, vanouds doorkruist door rechte dreven, werd omstreeks 1920 voorzien van een slingerend pas als enige element van een landschapstuin. De bomen in het bos zijn niet ouder dan na de Eerste Wereldoorlog.